# Dominik Hładun
Dominik Hładun (ur. 17 września 1995 w Lubinie) – polski piłkarz, występujący na pozycji bramkarza, od 2024 w polskim klubie Zagłębie Lubin. W trakcie swojej kariery grał także w Chojniczance Chojnice oraz Legii Warszawa.

## Kariera piłkarska
Zadebiutował w Ekstraklasie w 2018 roku, jako bramkarz Zagłębia Lubin. 
Jesienią 2015 roku został wypożyczony do Chojniczanki Chojnice, a 15 czerwca 2022 ogłoszono jego transfer do Legii Warszawa, z którą związał się kontraktem do końca sezonu 2025/2026. 24 lutego 2023 zaliczył debiut w pierwszym zespole, w zremisowanym 2:2 spotkaniu przeciwko Widzewowi Łódź. 26 października 2023 rozegrał swój pierwszy mecz w europejskich pucharach, w wygranym 2:1 meczu trzeciej kolejki Ligi Konferencji Europy UEFA przeciwko bośniackiemu klubowi Zrinjski Mostar.
Przed sezonem 2024/2025 powrócił do Zagłębia Lubin.

## Sukcesy

### Legia Warszawa
- Puchar Polskiː 2022/2023[6]